# IGBT
A szigetelt kapus bipoláris tranzisztor (Insulated-gate Bipolar Transistor, IGBT) egy hárompólusú nagyteljesítményű félvezető eszköz, amelyet elsősorban elektronikus kapcsolókban alkalmaznak. 
Azért fejlesztették ki, hogy a hatékonyságot gyors kapcsolással kombinálja. Négy váltakozó félvezető rétegből (NPNP) áll, amelyeket egy fém-oxid-félvezető (MOS) kapuszerkezet vezérel.
Bár az IGBT felépítése topológiailag hasonlít a „MOS” kapuval rendelkező tirisztorhoz, a tirisztor-működés teljesen el van nyomva, és csak a tranzisztor-mód aktív az eszköz teljes működési tartományában. Nagy teljesítményű alkalmazásokban, kapcsolóüzemű tápegységekben használják: elektromos autók, vonatok, változó teljesítményű hűtőszekrények és légkondicionálók motorvezérlésére szolgáló változtatható frekvenciájú meghajtók (VFD), valamint lámpaelőtétek, ívhegesztő gépek, fotovoltaikus és hibrid inverterek, szünetmentes tápegységek (UPS) és indukciós kályhák.
Mivel az IGBT-t gyors be- és kikapcsolásra tervezték, képes összetett hullámformákat előállítani impulzusszélesség-modulációval és aluláteresztő szűrőkkel, ezért a hangrendszerek és ipari vezérlőrendszerek kapcsolóerősítőiben is használják. Az analóg hangerősítők kapcsolásai esetében a modern eszközök impulzusismétlési frekvenciái jóval az ultrahang-tartomány frekvenciáiba esnek, amelyek legalább tízszer magasabbak, mint az eszköz által kezelt audiofrekvenciák. 2010-ben az IGBT volt a második legszélesebb körben használt teljesítménytranzisztor a teljesítmény MOSFET után. 
| Karakterisztika     | Teljesítmány-BJT       | Teljesítmény-MOSFET     | IGBT                   |
| ------------------- | ---------------------- | ----------------------- | ---------------------- |
| Feszültségosztály   | Magas <1 kV            | Magas <1 kV             | Nagyon magas >1 kV     |
| Áram osztály        | Magas <500 A           | Alacsony <200 A         | Magas >500 A           |
| Meghajtás módja     | Áramarány hFE ~ 20–200 | Feszültség VGS ~ 3–10 V | Feszültség VGE ~ 4–8 V |
| Bemeneti impedancia | Alacsony               | Magas                   | Magas                  |
| Kimeneti impedancia | Alacsony               | Közepes                 | Alacsony               |
| Kapcsolási sebesség | Lassú(μs)              | Gyors (ns)              | Közepes                |
| Ár                  | Alacsony               | Közepes                 | Magas                  |

## Felépítése
Az IGBT-cella felépítése hasonló egy n-csatornás függőleges felépítésű teljesítmény-MOSFET-hez, kivéve, hogy az n+ drain helyett p+ kollektorréteg van, így egy függőleges PNP bipoláris átmenetű tranzisztor jön létre. Ez a további p+ régió egy PNP bipoláris átmenet-tranzisztor kaszkádkapcsolását hozza létre a felületi n-csatornás MOSFET-tel. A teljes szerkezet egy négyrétegű NPNP-t tartalmaz.

## Alkalmazásai
Az IGBT a második leggyakrabban használt teljesítménytranzisztor a teljesítmény-MOSFET után (2010). Az IGBT a teljesítménytranzisztorok piacának 27%-át teszi ki, a második a teljesítmény MOSFET (53%) után, és megelőzi az RF-erősítőt (11%) és a bipoláris átmenet-tranzisztort (BJT) (9%). 
Az IGBT-t széles körben használják a szórakoztató elektronikában, az ipari technológiában, az energiaszektorban, a repüléselektronikai eszközökben és a közlekedésben. 

## Előnyei
Az IGBT egyesíti a teljesítmény-MOSFET-ek egyszerű kapu-meghajtási jellemzőit a bipoláris tranzisztorok nagyáramú és alacsony telítési feszültségű képességével. Az IGBT egyetlen eszközben egyesíti a vezérlő bemenetre szolgáló izolált kapus FET-et és a bipoláris teljesítménytranzisztort kapcsolóként. Az IGBT-ket közepes és nagy teljesítményű alkalmazásokban használják. A nagy IGBT-modulok jellemzően sok párhuzamosan kapcsolt eszközből állnak, és nagyon nagy, több száz amper nagyságrendű áramfelvevő képességgel rendelkeznek, 6500 V-os blokkolófeszültséggel. Ezek az IGBT-k több száz kilowattos terheléseket is képesek vezérelni. 

## IGBT-modulok

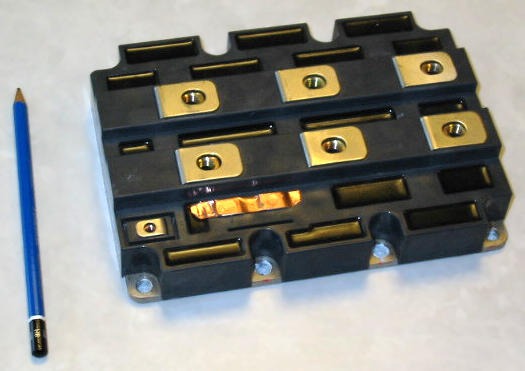
IGBT module (IGBTs and freewheeling diodes) with a rated current of 1200 A and a maximum voltage of 3300 V
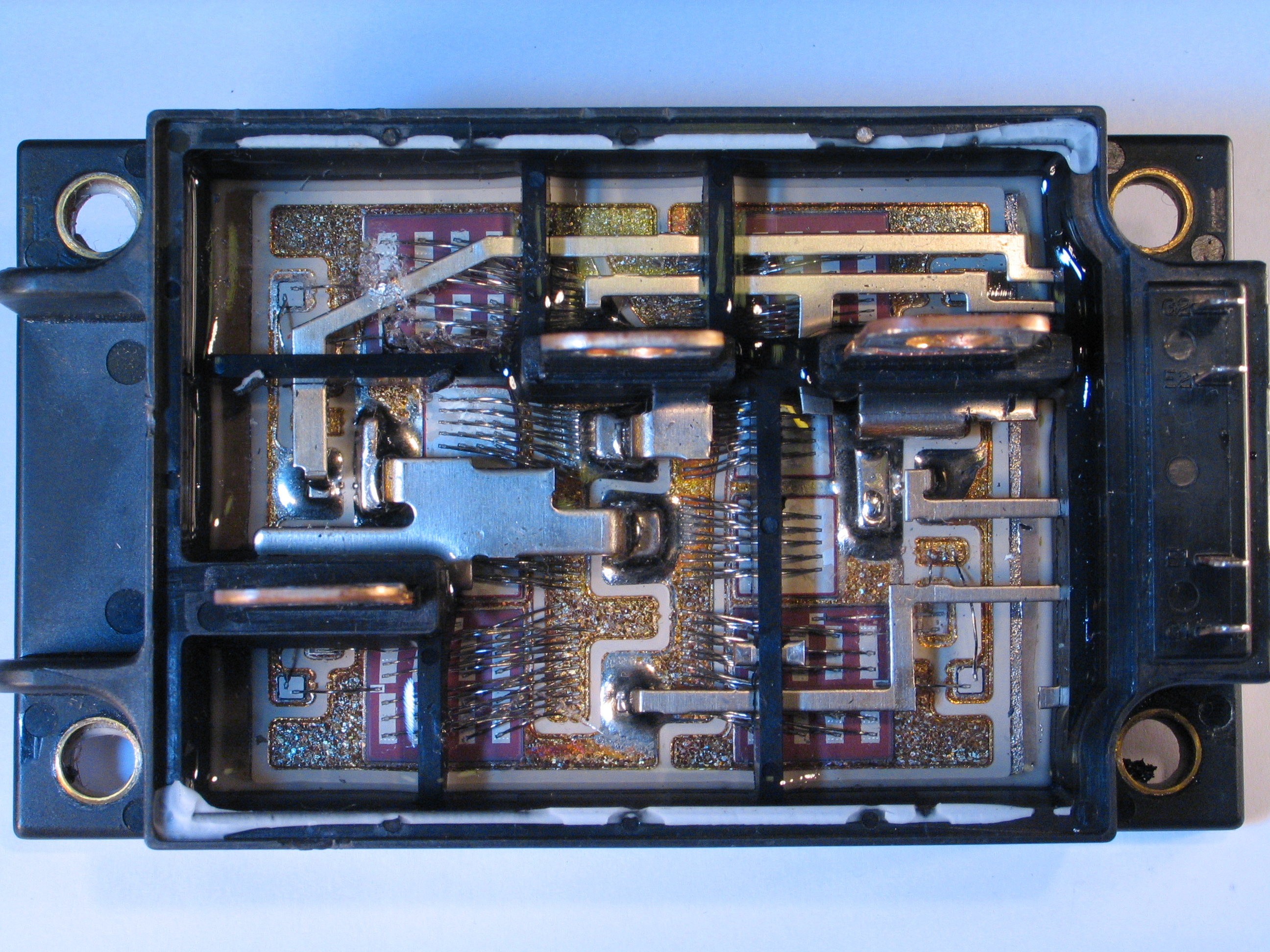
Opened IGBT module with four IGBTs (half of H-bridge) rated for 400 A 600 V
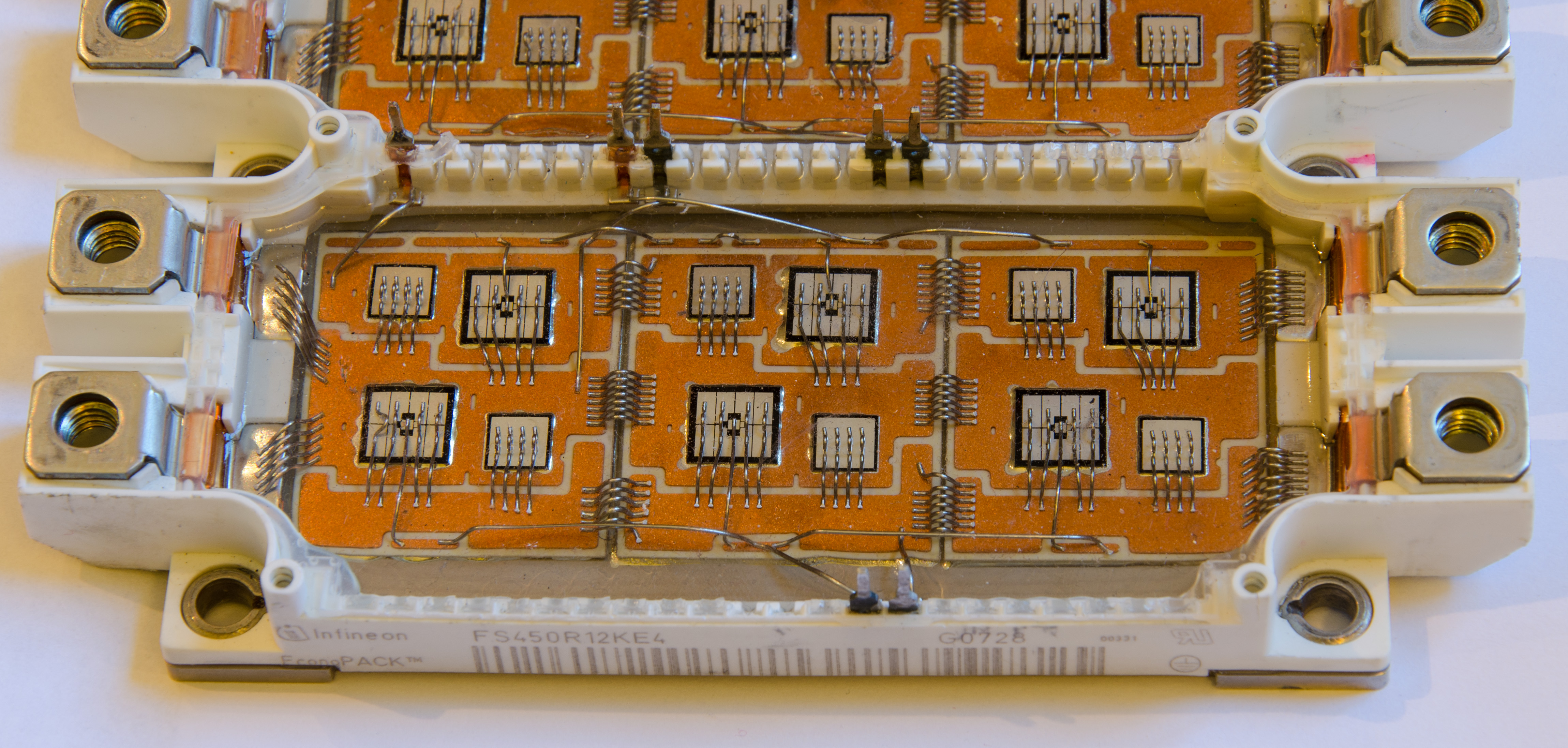
Infineon IGBT Module rated for 450 A 1200 V
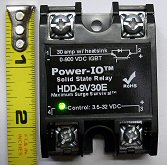
Small IGBT module, rated up to 30 A, up to 900 V
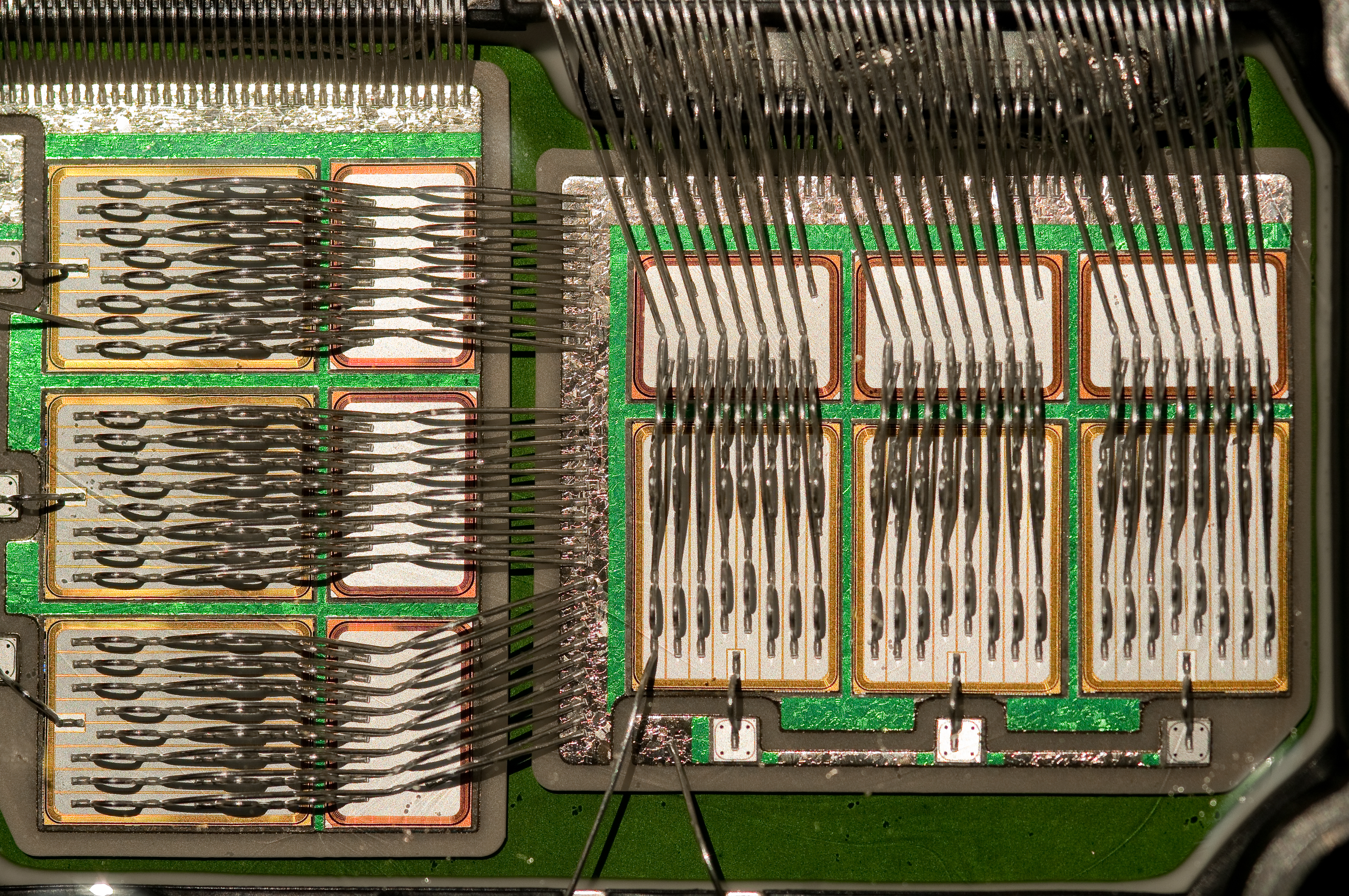
Detail of the inside of a Mitsubishi Electric CM600DU-24NFH IGBT module rated for 600 A 1200 V, showing the IGBT dies and freewheeling diodes

## Fordítás
- Ez a szócikk részben vagy egészben  az   Insulated-gate_bipolar_transistor című angol Wikipédia-szócikk fordításán alapul.  Az eredeti cikk szerkesztőit annak laptörténete sorolja fel. Ez a jelzés csupán a megfogalmazás eredetét és a szerzői jogokat jelzi, nem szolgál a cikkben szereplő információk forrásmegjelöléseként.